# Castello di Wolfsberg
Il castello di Wolfsberg (in tedesco Schloss Wolfsberg) è un edificio storico che si trova a Ermatingen, comune svizzero nel distretto di Kreuzlingen (Canton Turgovia).

## Storia
Nel 1571 Wolf Walter von Gryffenberg costruì un castello cubico Nel 1731 esso fu acquistato da Junker Johannes Zollikofer, che lo ristrutturò dandogli la forma odierna. Nel 1795 lo acquistò il banchiere di San Gallo Jean Jacques Hoegger (1747–1812) e fece presumibilmente costruire all'ala sud-ovest, la Parquinhaus. Alla sua morte fu ereditato dalla figlia di Giuliana Guglielmina Hoegger (1776–1829), che lo vendette nel 1815 al barone Ignaz von Wechingen di Feldkirch. Nel 1824 il castello passò alla proprietà del colonnello francese Charles Parquin. Questi lo fece ristrutturare e arredare per una pensione, che nel 1839 fallì. Successivi proprietari furono l'inglese Joseph Martin Parry, che lo trasformò in un'azienda agricola modello, e Karl Bürgi, che nel 1865 ne fece una casa di cura, che rimase in attività fino al 1918.
Per lo scrittore di gialli Wolf Schwertenbach nel 1942-1943 il castello fu argomento di conversazione del Brigadeführer delle SS Walter Schellenberg e del Brigadier generale Roger Masson. Nel 1970 il castello fu acquistato dalla banca svizzera UBS, che dopo averlo ristrutturato aggiungendovi altre fabbricati nell'area, dal 1975 ne fece un centro di formazione. Alla parete ovest della biblioteca si trova una torre in ferro del vecchio castello che fu realizzata nel 1540 da Laurentius Liechti.